# مصدر الرحيق

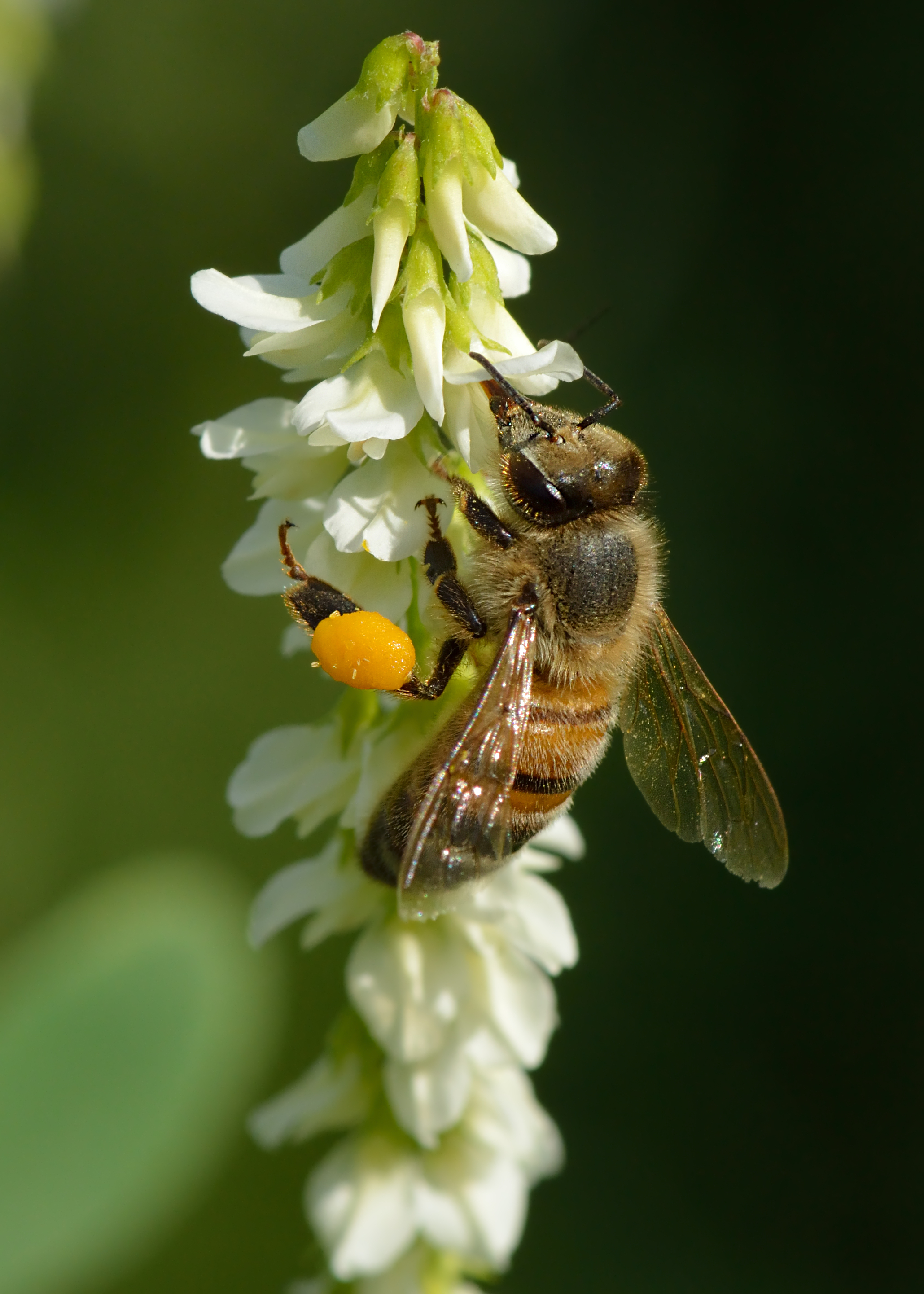
نحلة تمتص الرحيق

مصدر الرحيق هو نبات مزهر ينتج الرحيق كجزء من استراتيجيته التناسلية. تخلق هذه النباتات الرحيق، الذي يجذب حشرات التلقيح وأحيانا الحيوانات الأخرى مثل الطيور.
النباتات مصدر الرحيق مهمة بالنسبة لتربية النحل، وكذلك في الزراعة والبستنة. ويعد استخدامهم له أهمية خاصة للزراعة العضوية والبستنة العضوية، حيث لا يخدمون جذب الملقحات للمحاصيل فقط، ولكن أيضًا توفير الموطن للحشرات النافعة والحيوانات الأخرى التي توفر مكافحة الآفات.
في الحدائق، غالبًا ما يتم توفير مصادر الرحيق لجذب الفراشات وطائر الطنان كذلك.

## لنحل العسل
بينما تنتج العديد من النباتات الرحيق، يفضل النحالين وضع خلاياهم بالقرب من بعض النباتات، بدلا من غيرها، من أجل صفات العسل الناتج. تستخدم بعض المحاصيل الزراعية، مثل البرسيم والحنطة السوداء، لصنع أنواع معينة من العسل، والتي غالبا ما تفرض سعرا عاليا.
يتم تجنب بعض النباتات من قبل بعض النحالين (والبعض الآخر يبحث عنها) بسبب المواد الموجودة في الرحيق. فمثلا، يحتوي العسل المصنوع من رحيق رودودندرون (عسل الجنون) على مواد كيميائية تسبب انحسارا طفيفا وهلوسة ويعتقد أنها تحسن الأداء الجنسي. تعد الكميات الكبيرة قليلا من "عسل الجنون" سامة، ويتخذ أصحاب المتاجر حذرهم عند بيعه.

## للملقحات
تعتبر حشرات التلقيح، بما في ذلك نحل العسل والعديد من الحشرات الأخرى، عنصرا ضروريا عند زراعة معظم المحاصيل (على الرغم من أن محاصيل الحبوب يتم تلقيحها بالرياح)، من خلال الحفاظ على إمدادات ثابتة من الرحيق في مناطق مجاورة لحقل أو حديقة نباتية طوال موسم النمو، يضمن المزارعون والبستانيون إمكانية تلقيح محاصيلهم عندما تزهر.